# داريل كارتر (لاعب كرة قدم أمريكية)
داريل كارتر (بالإنجليزية: Daryl Carter)‏ هو لاعب كرة قدم أمريكية أمريكي، ولد في 24 فبراير 1975 في ميلواكي في الولايات المتحدة.

## وصلات خارجية
- داريل كارتر على موقع مرجع كرة القدم المحترفة.كوم (الإنجليزية)